# شهرستان برزنو
شهرستان برزنو (به لاتین: Brezno District) یک منطقهٔ مسکونی در اسلواکی است که در منطقه بانسکا بیستریتسا واقع شده‌است. شهرستان برزنو ۱٬۲۶۵ کیلومتر مربع مساحت و ۶۵٬۷۸۵ نفر جمعیت دارد.